# Gennagyij Mihajlovics Sztrekalov
Gennagyij Mihajlovics Sztrekalov (oroszul: Геннадий Михайлович Стрекалов; Mityiscsi, 1940. október 26. – Moszkva, 2004. december 25.) orosz űrhajós.

## Életpálya
A légierő pilótája, oktató, berepülőpilóta, űrhajós. 1965-ben szerzett diplomát a moszkvai Bauman Műszaki Egyetemen. Tanulmányait befejezve mérnökként dolgozott a 88. sz. gépgyárban (napjainkban RKK Enyergija). Az űrhajók kísérleti vizsgálatait végezte. A műszaki tudományok doktora, olyan dokumentációt készített amivel sorozatgyártási lehetőséget biztosított az űrhajók gyártásában. 1973. március 27-től részesült űrhajóskiképzésben. Összesen 268 napot, 22 órát és 22 percet töltött a világűrben. Űrhajós pályafutását 1995. január 17-én fejezte be.
Bélyegen is megörökítették az űrrepülését.

## Űrrepülések
- Szojuz T–3 űrhajó repülőmérnökeként repült a Szaljut–6 űrállomásra, ahol a Progresz–11 teherűrhajót is fogadták. Ez volt a 13. repülés a Szaljut–6 űrállomásra.
- Szojuz T–8, technikai okok miatt nem jött létre dokkolás a Szaljut–7 űrállomással,
- Szojuz T–11/Szojuz T–10 6. űrvállalkozás a Szaljut–7 űrállomásra. Az Interkozmosz program keretében az első indiai űrhajós, Rakesh Sharma repülése. Váltott űrhajóval érkeztek vissza a Földre.
- Szojuz TM–10/Mir szállította a hosszú távú űrszolgálatra,
- Szojuz TM–21 – Mir – STS–71 (Atlantis űrrepülőgép) küldetés repülőmérnöke,

### Tartalék személyzet
- Szojuz–22 űrrepülés jelentősége, hogy előkészítője volt az Interkozmosz-programnak.
- Szojuz T–5 a Szaljut–7 űrállomás első személyzetét vitte fel az űrállomásra,
- Szojuz T–9 a negyedik küldetés volt a Szaljut–7 űrállomásra,
- Szojuz T–14 a Szaljut–7 űrállomás új személyzetét szállította,
- Szojuz TM–9 legénységet szállított a Mir űrállomásra,

## Kitüntetések
- Kétszer kapta meg a Szovjetunió Hőse kitüntetést, háromszor a Lenin-rendet.
- 1995-től a NASA űrrepülési érem tulajdonosa.